# فلويد إي. أندرسون
فلويد إي. أندرسون (بالإنجليزية: Floyd E. Anderson)‏ هو قاضي ومحامي وسياسي أمريكي، ولد في 24 يناير 1891، وتوفي في 17 فبراير 1976. حزبياً، نشط في الحزب الجمهوري. وقد انتخب عضو جمعية ولاية نيويورك وانتخب عضو مجلس ولاية نيويورك.